# Cuestas de Lorraine
Pour les articles homonymes, voir Cuesta (homonymie).
Les cuestas de Lorraine sont une série de cuestas présentes sur le territoire lorrain et gaumais, à cheval entre la Belgique et la France. L'une d'entre elles, dite « troisième cuesta », fait d'ailleurs office, en certains endroits, de frontière entre les deux pays.

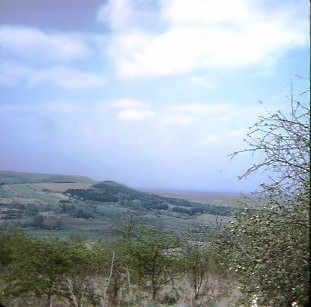
Cuesta et butte-témoin de Lorraine.

## Définition
Une cuesta, mot d'origine espagnole signifiant « côte », est une colline dont l’une des pentes a été rendue abrupte par l’érosion alors que l’autre forme un plateau légèrement incliné.

## Situation géographique
Les cuestas lorraines se trouvent au sud de la province de Luxembourg, en Belgique, ainsi qu'au nord du département français de Meurthe-et-Moselle et à l'est de celui de la Meuse. Elles s'étendent sur la région de la Lorraine belge, de la Gaume et de la Lorraine française.

## Les cuestas lorraines
La Lorraine présente un relief particulier composé de plusieurs cuestas. Elles sont constituées d’un front, d’un fond, d’une crête et d’un revers. Elles sont séparées entre elles par des dépressions. Ces dernières sont bordées, d’un côté, par des versants abrupts au nord ou à l'est et, de l’autre côté, par des versants en pente douce au sud ou à l'ouest. Parmi ces cuestas figurent : 
- Les trois cuestas belges, orientées ouest-est :
  - La cuesta sinémurienne s’étend de Muno à Guirsch en passant par Florenville (construite en son sommet), Tintigny et Habay. Elle longe la limite sud de l’Ardenne. Elle passe à quelques kilomètres au nord d’Arlon et est longée à l’est par l’Attert et à l’ouest par la Semois.
  - La cuesta charmouthienne, ou encore « cuesta des macignos »[2], part de Montquintin, passe au sud d’Arlon et se dirige vers Sélange[3]. Elle est longée par le Ton.
  - La cuesta bajocienne suit le tracé de la frontière belgo-française. Elle part de Torgny vers Aubange en passant par Lamorteau et Signeulx. Il s’agit de la cuesta la plus abrupte. Elle est longée au nord par la Vire.

- Les cuestas françaises[4]: 

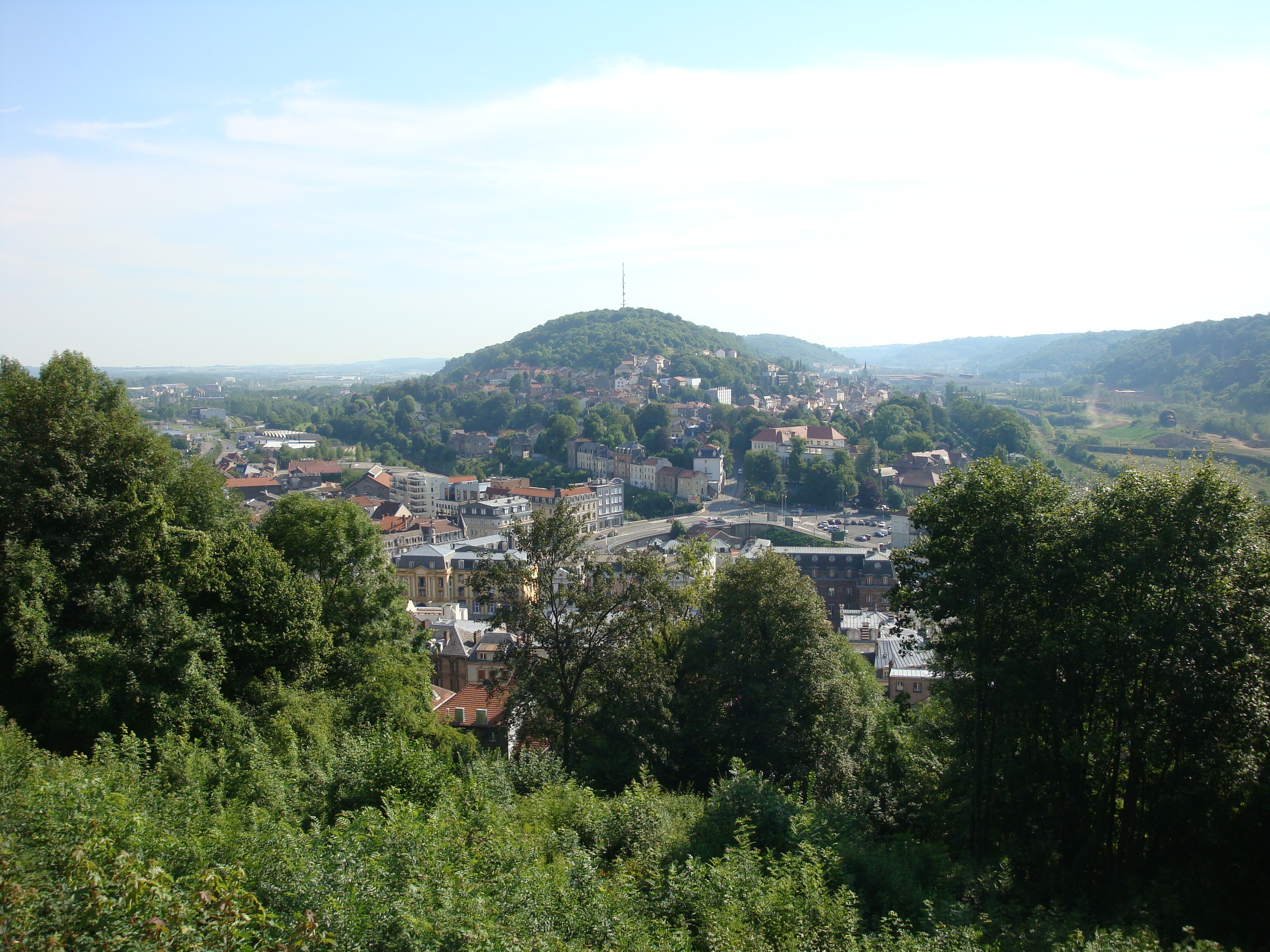
Vue sur la vallée depuis la citadelle de Longwy, à l'extrémité est de la cuesta de la Chiers, située sur la partie abrupte de cette dernière.

  - La cuesta de la Chiers orientée ouest-est : partant de l'Othain aux alentours de Marville vers Longwy, elle est bordée par la Chiers[5].
  - La côte des Bar de direction sud-nord
  - Les côtes de Meuse (Oxfordien) orientées sud-nord
  - Les côtes de Moselle (Dogger et Lias) orientées sud-nord

### Les roches
Le front correspond à une pente forte où l’on trouve les roches dures, le revers présentant une pente plus douce et plus longue où l’on trouve les roches tendres. Le fond est constitué de sable, de marne et d’argile. Le sol est constitué de roches sédimentaires de couleur jaune, qui donnent une pierre calcaire et sablonneuse. Celle-ci est due à l’accumulation des débris marins, car la Lorraine était autrefois recouverte d’eau.
De manière générale pour les cuestas belges, le front est exposé au nord, le revers au sud. C’est donc sur ce revers que se concentre la majorité de l’habitat.
Les trois cuestas correspondent, en partie, aux trois bandes forestières qui traversent la Lorraine. Ce relief est dû à la présence de formations résistantes et peu résistantes à l’érosion. Il se caractérise également par la présence de « buttes-témoins », qui sont les témoignages de l’existence d’un plateau avant l’érosion de celui-ci par les rivières.

## Formation
Lors de la formation d'une cuesta, une zone qui se trouvait sous la mer émerge et commence à subir l’érosion par l’intermédiaire des cours d’eau qui coulent vers la mer suivant l’inclinaison du terrain. On trouve, dans cette zone, des roches dures et tendres. L’érosion est plus facile dans les zones où la roche est tendre. Ce qui provoque l’apparition de dépressions. Des rivières naissent dans ces dépressions et des affluents perpendiculaires apparaissent également. Les rivières continuent à éroder la vallée formant ainsi de manière nette un front (pente abrupte) et un revers (pente faible).

## Curiosités et édifices historiques
- L'abbaye Notre-Dame d'Orval ;

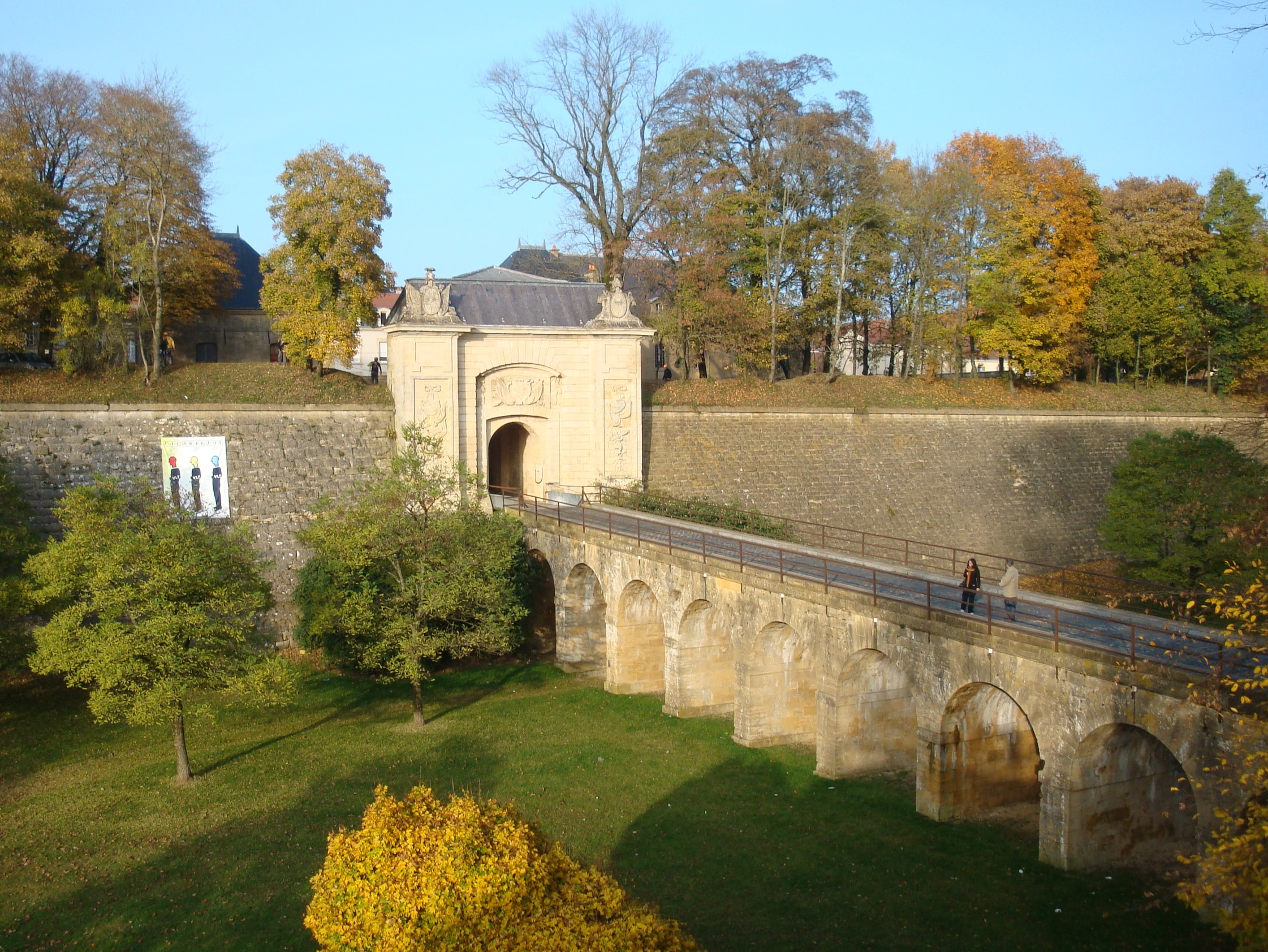
Porte de France, au sein de la ville fortifiée de Longwy, sur la cuesta de la Chiers.

- Le château de Montquintin, en Gaume ;
- La citadelle de Longwy, fondée par Vauban dans le département de Meurthe-et-Moselle ;
- Le château d'Autelbas ;
- La vieille ville d'Arlon ;
- Le village de Torgny.